# Drosera prostrata
Drosera prostrata es una especie de planta perenne tuberosa  perteneciente al género de plantas carnívoras Drosera. 

## Descripción
Produce 4-5 tallos postrados laterales que tienen de 3,5 a 15 cm de largo. El hábito de crecimiento postrado es lo que lo diferencia de todos los demás miembros de la sección de Stolonifera. Florece de mayo a junio.

## Distribución
Es un endémica de Australia Occidental, en una región a lo largo de la costa de Australia Occidental de la zona de Tamala cerca de Shark Bay hacia el sur hasta Binnu. Crece en suelos bien drenados de arena.

## Taxonomía
Fue formalmente descrita por primera vez por N.G.Marchant y Allen Lowrie como una subespecie de D. stolonifera en 1992. Lowrie la elevó de  subespecie para clasificarla como especie en 2005. Fue publicado en Nuytsia 15: 374. 2005.
Etimología
Drosera: tanto su nombre científico –derivado del griego δρόσος (drosos): "rocío, gotas de rocío"– como el nombre vulgar –rocío del sol, que deriva del latín ros solis: "rocío del sol"– hacen referencia a las brillantes gotas de mucílago que aparecen en el extremo de cada hoja, y que recuerdan al rocío de la mañana.
prostrata: epíteto latino que significa "prostrada".
Sinonimia
- Drosera stolonifera subsp. prostrata N.G.Marchant & Lowrie, Kew Bull. 47: 320 (1992).[4]